# Anne Marivin
Anne Marivin (Senlis, 23 gennaio 1974) è un'attrice francese.

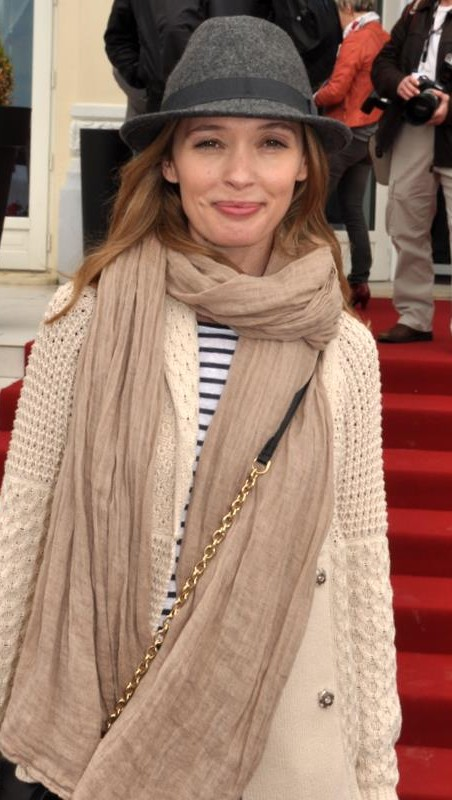
L'attrice al Festival de Cabourg 2012.

Ha recitato in oltre cinquanta produzioni cinematografiche e televisive dal 1994. Marivin ha ottenuto visibilità grazie a apparizioni in televisione, come in Tel père, tel flic (2001) e Père et Maire (2002), e ha progressivamente fatto il passaggio dalla televisione al cinema. Ha recitato in film quali Ah! Se fossi ricco (2002), Mon Idole (2002), Chouchou (2003), Podium (2004), Narco (2004), A Ticket to Space (2006) e Giù al Nord (2008).

## Carriera
Tra il 1994 e il 2009 ha recitato in 20 film e in 15 produzioni televisive. Abbastanza famosa nel suo paese è diventata un volto conosciuto per aver preso parte, nel 2008, al film, campione d'incassi in Francia, Giù al Nord.
Anne Marivin è stata al Cours Florent in classe libera insieme a Isabelle Nanty.
Nel 1993 ha iniziato a lavorare in televisione e, nel 2002, al cinema, apparendo in numerosi film di successo in ruoli spesso non caratterizzati da nomi propri – tra questi, Ah ! si j'étais riche, Mon idole, Chouchou e Podium. La sua grande affermazione al grande pubblico arriva nel 2008, grazie al ruolo di Annabelle Deconninck in Bienvenue chez les Ch'tis, l'enorme successo commerciale di Dany Boon.
Successivamente, a partire dall'anno seguente, recita in una serie di commedie di rilievo, come Envoyés très spéciaux, Demain dès l'aube (selezionato al Festival di Cannes), Le Coach e Incognito, oltre a entrare nel mondo dei film degli scrittori con Je vais te manquer di Amanda Sthers e Cinéman di Yann Moix.
In seguito, si cimenta in progetti cinematografici diretti anche da attori: nel 2010 fa parte del cast di star francesi riunite da Guillaume Canet per l'enorme successo commerciale Les Petits Mouchoirs e condivide il ruolo nella commedia romantica Il reste du jambon ?, accanto a Ramzy Bedia, nel debutto alla regia della giornalista e attrice Anne Depétrini.

## Vita privata
Dalla relazione con il graphic designer Joachim Roncin, Marivin è la madre di Léonard, nato il 28 aprile 2009. Nel giugno 2015 ha annunciato di essere in attesa del suo secondo figlio e il 14 ottobre 2015 ha dato alla luce una bambina di nome Andrea. Si sono separati alla fine del 2020.

## Filmografia parziale
- Giù al Nord (Bienvenue chez les Ch'tis), regia di Dany Boon (2008)
- Envoyés très spéciaux, regia di Frédéric Auburtin (2009)
- Incognito, regia di Éric Lavaine (2009)
- Piccole bugie tra amici (Les petits mouchoirs), regia di Guillaume Canet (2010)
- Aux yeux des vivants, regia di Alexandre Bustillo e Julien Maury (2014)
- Le Talent de mes amis, regia di Alex Lutz (2015)
- A casa nostra (Chez nous), regia di Lucas Belvaux (2017)
- Una poliziotta fuori di testa (Raid Dingue), regia di Dany Boon (2017)
- Due fidanzati per Juliette (L'Embarras du choix), regia di Éric Lavaine (2017)
- Guy, regia di Alex Lutz (2018)
- Lasciatelo dire! (Chamboultout), regia di Éric Lavaine (2019)
- Les Blagues de Toto, regia di Pascal Bourdiaux (2020)
- Les Blagues de Toto 2: Classe verte, regia di Pascal Bourdiaux (2023)